# Мгриит
Мгриит(Mgriite)  —  редкий минерал, арсеноселенид,  химический состав Cu3AsSe3. Содержит незначительную примесь железа Fe.

## Свойства
Минерал серого цвета, с металлическим матовым блеском, без спайности,  с кубической сингонией.  Открыт в 1982 году, утвержден в 1990 году. Назван в честь МГРИ, института в котором работали  первооткрыватели (Ю.М. Дымков с соавторами) и первые исследователи минерала — сотрудники лаборатории физических методов исследования руд и минералов. Твёрдость минерала — 4,5-5,0 по шкале Мооса, плотность 4,9 г/см3.  Наблюдается в виде мелких выделений массивной структуры.
Найден в Рудных горах (Германия), Альберода, район Шлема-Хартенштейн.